# The Dream
The Dream – drugi album studyjny amerykańskiego zespołu muzycznego In This Moment. Wydawnictwo ukazało się 30 września 2008 roku nakładem wytwórni muzycznej Century Media Records.
Album dotarł do 73. miejsca listy Billboard 200 w Stanach Zjednoczonych sprzedając się w nakładzie 8 tys. egzemplarzy w przeciągu tygodnia od dnia premiery. 

## Lista utworów
Opracowano na podstawie materiału źródłowego.
| Edycja podstawowa | Edycja podstawowa     | Edycja podstawowa                                                               | Edycja podstawowa |
| Nr                | Tytuł utworu          | Autorzy                                                                         | Długość           |
| ----------------- | --------------------- | ------------------------------------------------------------------------------- | ----------------- |
| 1.                | „The Rabbit Hole”     | Maria Brink, Chris Howorth, Jesse Landry, Blake Bunzel, Jeff Fabb, Kevin Churko | 1:00              |
| 2.                | „Forever”             | Brink, Howorth, Landry, Bunzel, Fabb, Churko                                    | 4:21              |
| 3.                | „All for You”         | Brink, Howorth, Landry, Bunzel, Fabb, Churko                                    | 4:55              |
| 4.                | „Lost at Sea”         | Brink, Howorth, Landry, Bunzel, Fabb, Churko                                    | 3:46              |
| 5.                | „Mechanical Love”     | Brink, Howorth, Landry, Bunzel, Fabb, Churko                                    | 3:37              |
| 6.                | „Her Kiss”            | Brink, Howorth, Landry, Bunzel, Fabb, Churko                                    | 4:30              |
| 7.                | „Into the Light”      | Brink, Howorth, Landry, Bunzel, Fabb, Churko                                    | 4:12              |
| 8.                | „You Always Believed” | Brink, Howorth, Landry, Bunzel, Fabb, Churko                                    | 3:40              |
| 9.                | „The Great Divide”    | Brink, Howorth, Landry, Bunzel, Fabb, Churko                                    | 4:11              |
| 10.               | „Violet Skies”        | Brink, Howorth, Landry, Bunzel, Fabb, Churko                                    | 3:56              |
| 11.               | „The Dream”           | Brink, Howorth, Landry, Bunzel, Fabb, Churko                                    | 4:42              |
|                   |                       |                                                                                 | 42:50             |

| Edycja japońska | Edycja japońska                  | Edycja japońska                                                                 | Edycja japońska |
| Nr              | Tytuł utworu                     | Autorzy                                                                         | Długość         |
| --------------- | -------------------------------- | ------------------------------------------------------------------------------- | --------------- |
| 1.              | „The Rabbit Hole”                | Maria Brink, Chris Howorth, Jesse Landry, Blake Bunzel, Jeff Fabb, Kevin Churko | 1:00            |
| 2.              | „Forever”                        | Brink, Howorth, Landry, Bunzel, Fabb, Churko                                    | 4:21            |
| 3.              | „All for You”                    | Brink, Howorth, Landry, Bunzel, Fabb, Churko                                    | 4:55            |
| 4.              | „Lost at Sea”                    | Brink, Howorth, Landry, Bunzel, Fabb, Churko                                    | 3:46            |
| 5.              | „Mechanical Love”                | Brink, Howorth, Landry, Bunzel, Fabb, Churko                                    | 3:37            |
| 6.              | „Her Kiss”                       | Brink, Howorth, Landry, Bunzel, Fabb, Churko                                    | 4:30            |
| 7.              | „Into the Light”                 | Brink, Howorth, Landry, Bunzel, Fabb, Churko                                    | 4:12            |
| 8.              | „You Always Believed”            | Brink, Howorth, Landry, Bunzel, Fabb, Churko                                    | 3:40            |
| 9.              | „The Great Divide”               | Brink, Howorth, Landry, Bunzel, Fabb, Churko                                    | 4:11            |
| 10.             | „Violet Skies”                   | Brink, Howorth, Landry, Bunzel, Fabb, Churko                                    | 3:56            |
| 11.             | „The Dream”                      | Brink, Howorth, Landry, Bunzel, Fabb, Churko                                    | 4:42            |
| 12.             | „Sailing Away”                   |                                                                                 | 4:00            |
| 13.             | „Forever” (instrumental version) |                                                                                 | 4:21            |
| 14.             | „Forever” (radio edit)           |                                                                                 | 3:52            |
|                 |                                  |                                                                                 | 55:03           |

| Edycja brytyjska | Edycja brytyjska          | Edycja brytyjska                                                                | Edycja brytyjska |
| Nr               | Tytuł utworu              | Autorzy                                                                         | Długość          |
| ---------------- | ------------------------- | ------------------------------------------------------------------------------- | ---------------- |
| 1.               | „The Rabbit Hole”         | Maria Brink, Chris Howorth, Jesse Landry, Blake Bunzel, Jeff Fabb, Kevin Churko | 1:00             |
| 2.               | „Forever”                 | Brink, Howorth, Landry, Bunzel, Fabb, Churko                                    | 4:21             |
| 3.               | „All for You”             | Brink, Howorth, Landry, Bunzel, Fabb, Churko                                    | 4:55             |
| 4.               | „Lost at Sea”             | Brink, Howorth, Landry, Bunzel, Fabb, Churko                                    | 3:46             |
| 5.               | „Mechanical Love”         | Brink, Howorth, Landry, Bunzel, Fabb, Churko                                    | 3:37             |
| 6.               | „Her Kiss”                | Brink, Howorth, Landry, Bunzel, Fabb, Churko                                    | 4:30             |
| 7.               | „Into the Light”          | Brink, Howorth, Landry, Bunzel, Fabb, Churko                                    | 4:12             |
| 8.               | „You Always Believed”     | Brink, Howorth, Landry, Bunzel, Fabb, Churko                                    | 3:40             |
| 9.               | „The Great Divide”        | Brink, Howorth, Landry, Bunzel, Fabb, Churko                                    | 4:11             |
| 10.              | „Violet Skies”            | Brink, Howorth, Landry, Bunzel, Fabb, Churko                                    | 3:56             |
| 11.              | „The Dream”               | Brink, Howorth, Landry, Bunzel, Fabb, Churko                                    | 4:42             |
| 12.              | „Call Me” (cover Blondie) |                                                                                 | 3:18             |
| 13.              | „A Dying Star”            |                                                                                 | 4:35             |
| 14.              | „Sailing Away”            |                                                                                 | 4:00             |
|                  |                           |                                                                                 | 54:43            |

## Notowania
| Lista                      | Kraj              | Pozycja |
| -------------------------- | ----------------- | ------- |
| Billboard 200              | Stany Zjednoczone | 73      |
| Billboard Hard Rock Albums | Stany Zjednoczone | 12      |